# Juan de Urruela
Juan de Urruela y Morales Palomo de Ribera y Valenzuela, marquis de San Román de Ayala, né le 26 janvier 1881 à Guatemala City (Guatemala) et mort le 16 décembre 1947 à Barcelone (Catalogne, Espagne), est un aristocrate et footballeur guatémaltèque qui jouait au poste de gardien de but. Il est le premier gardien de l'histoire du FC Barcelone.

## Biographie
Juan de Urruela naît au Guatemala au sein d'une famille d'origine espagnole. Son arrière-grand-père, José Eleuterio de Urruela, originaire de Retes de Llanteno, province d'Álava, avait émigré dans les colonies espagnoles d'Amérique centrale au XVIIIe siècle.
Au cours de sa jeunesse, Juan de Urruela décide d'aller vivre en Europe et de s'établir à Barcelone. En 1907, il se marie avec Agueda Sanllehy i Girona, fille des marquis de Caldas de Montbuy.
En 1916, le roi Alfonso XIII rétablit en sa faveur le marquisat de San Román de Ayala, titre qui avait appartenu à ses ancêtres. En 1919, il est nommé Mayordomo de semana du monarque espagnol. La même année, sa sœur Isabel de Urruela reçoit le titre de marquise de Retes.
Juan de Urruela a six enfants : María, Isabel, Mercedes, Agueda, María Teresa et José Luis, qui hérite du marquisat de San Román de Ayala du côté de son père et du marquisat de Retes de la part de sa tante. Parmi les descendants actuels, on trouve son arrière-petite-fille Ágatha Ruiz de la Prada.

### Carrière sportive
Juan de Urruela entre dans l'histoire en tant que premier gardien de but du FC Barcelone. Il joue le premier match de l'histoire du club le 8 décembre 1899 au Vélodrome de Bonanova face à la colonie anglaise barcelonaise. Malgré la défaite par 1 à 0 du Barça, le compte-rendu du journal La Vanguardia publié le jour suivant met en valeur le bon match d'Urruela : « Dès les premières actions, Messieurs Harry Gamper, capitaine, Urruela, Lomba et Wild se distinguèrent par leur talent à mener la balle.[...]Je ne peux conclure sans faire une mention spéciale d'un point très disputé sauvé par le «goal-keeper» du «Barcelona Club», Monsieur Urruela, qui fut salué par les applaudissements du public, enthousiasmé par la véhémence avec laquelle il défendait sa cage. »
Juan de Urruela participe aussi aux trois matchs suivants du FC Barcelone, deux d'entre eux comme joueur de champ : le 24 décembre face au Català (3-1) et le 26 décembre lors de la revanche contre la colonie anglaise (2-1). Finalement, il est gardien le 6 janvier 1900 de nouveau face aux Anglais (0-3).
Par la suite, il pratique également le tennis et le polo au Real Club de Polo.